# Comuna Bazna, Sibiu
Bazna, mai demult Boianul de Sus, Basna, Basna de Sus (în dialectul săsesc Bassen, Bâssn, Baussn, în germană Baassen, Bossern, Brassen, Brossen, Oberbassen, în maghiară Bázna, Felsőbajom, Bajom) este o comună în județul Sibiu, Transilvania, România, formată din satele Bazna (reședința), Boian și Velț.
Bazna este situată în nordul județului Sibiu, în apropierea limitei cu județul Alba și județului Mureș într-o regiune deluroasă, altitudinea medie de 320 m.
Distanța față de cele mai importante orașe este:
- Mediaș la 18 km
- Târnăveni la 22 km

Acces rutier: pe DN14A până în comuna Blăjel, de unde se virează către comună, aflată la 4 km de Blăjel.
Cuprinde 3 sate: Bazna (reședința), Boian, Velț.

## Demografie
Componența etnică a comunei Bazna
     Români (76,84%)
     Romi (10,96%)
     Alte etnii (0,78%)
     Necunoscută (11,41%)
Componența confesională a comunei Bazna
     Ortodocși (74,74%)
     Penticostali (8,56%)
     Greco-catolici (1,98%)
     Alte religii (3,09%)
     Necunoscută (11,63%)
Conform recensământului efectuat în 2021, populația comunei Bazna se ridică la 3.329 de locuitori, în scădere față de recensământul anterior din 2011, când fuseseră înregistrați 3.792 de locuitori. Majoritatea locuitorilor sunt români (76,84%), cu o minoritate de romi (10,96%), iar pentru 11,41% nu se cunoaște apartenența etnică. Din punct de vedere confesional, majoritatea locuitorilor sunt ortodocși (74,74%), cu minorități de penticostali (8,56%) și greco-catolici (1,98%), iar pentru 11,63% nu se cunoaște apartenența confesională.

## Politică și administrație
Comuna Bazna este administrată de un primar și un consiliu local compus din 13 consilieri. Primarul, Octavian-Alin Limbășan[*], de la Partidul Social Democrat, este în funcție din 1 noiembrie 2024. Începând cu alegerile locale din 2024, consiliul local are următoarea componență pe partide politice:
|  | Partid                       | Consilieri | Componența Consiliului | Componența Consiliului | Componența Consiliului | Componența Consiliului | Componența Consiliului | Componența Consiliului |
|  | ---------------------------- | ---------- | ---------------------- | ---------------------- | ---------------------- | ---------------------- | ---------------------- | ---------------------- |
|  | Partidul Național Liberal    | 6          |                        |                        |                        |                        |                        |                        |
|  | Partidul Social Democrat     | 5          |                        |                        |                        |                        |                        |                        |
|  | Partida Romilor „Pro Europa” | 1          |                        |                        |                        |                        |                        |                        |
|  | Alianța Dreapta Unită        | 1          |                        |                        |                        |                        |                        |                        |

## Primarii comunei
- 1996[9] - 2000 - Duma Ioan-Sorin, de la PDAR
- 2000[10] - 2004 - Hălmaciu Iustin, de la PDSR
- 2004[11] - 2008 - Căpilnean Ioan, de la PD
- 2008[12] - 2012 - Lucian Gligor Scumpu, de la PNȚCD
- 2012[13] - 2016 - Lucian Gligor Scumpu, de la USL
- 2016[14] - 2020 - Scumpu Lucian-Gligor, de la PNL

## Imagini

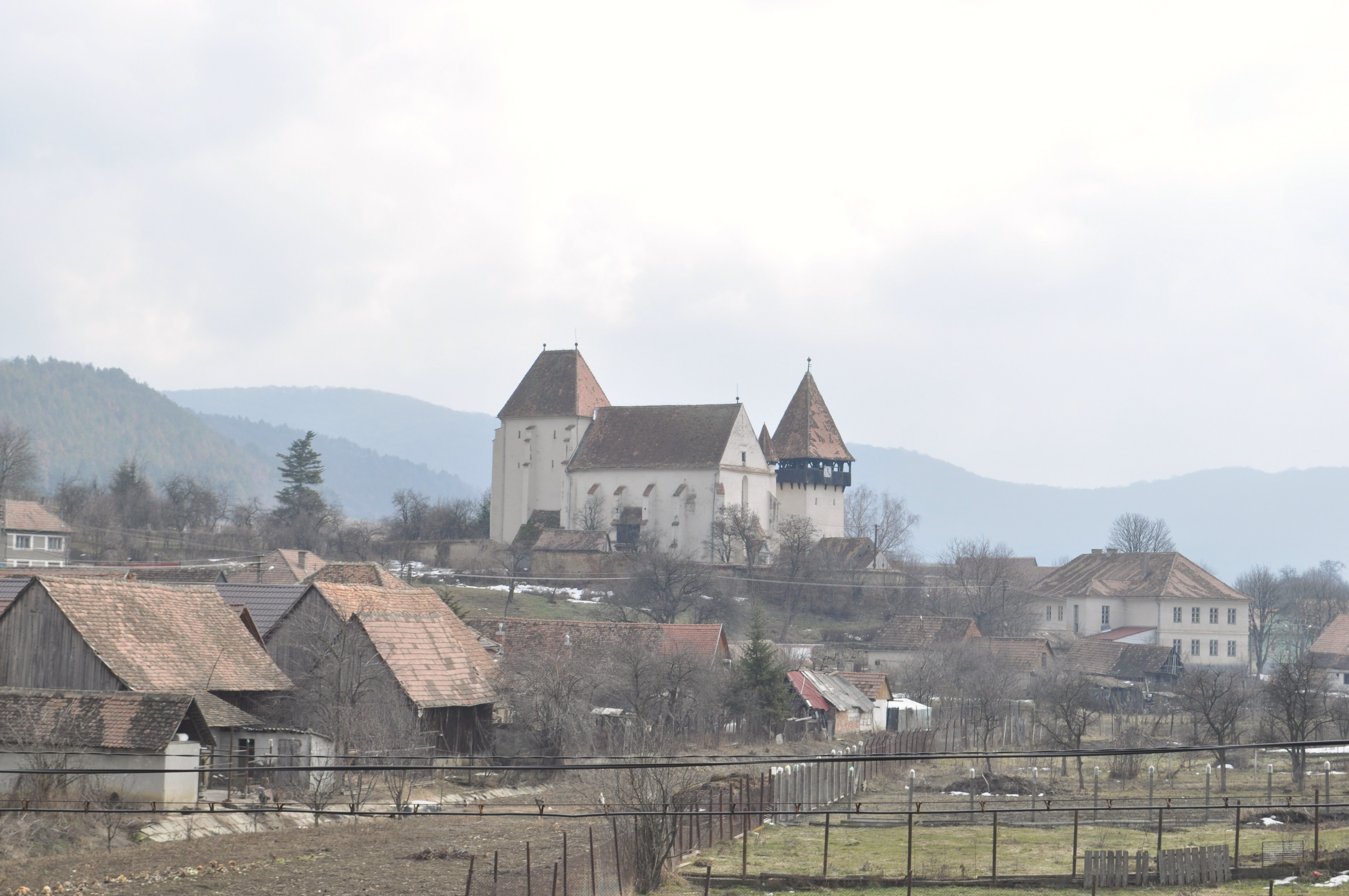
Bazna
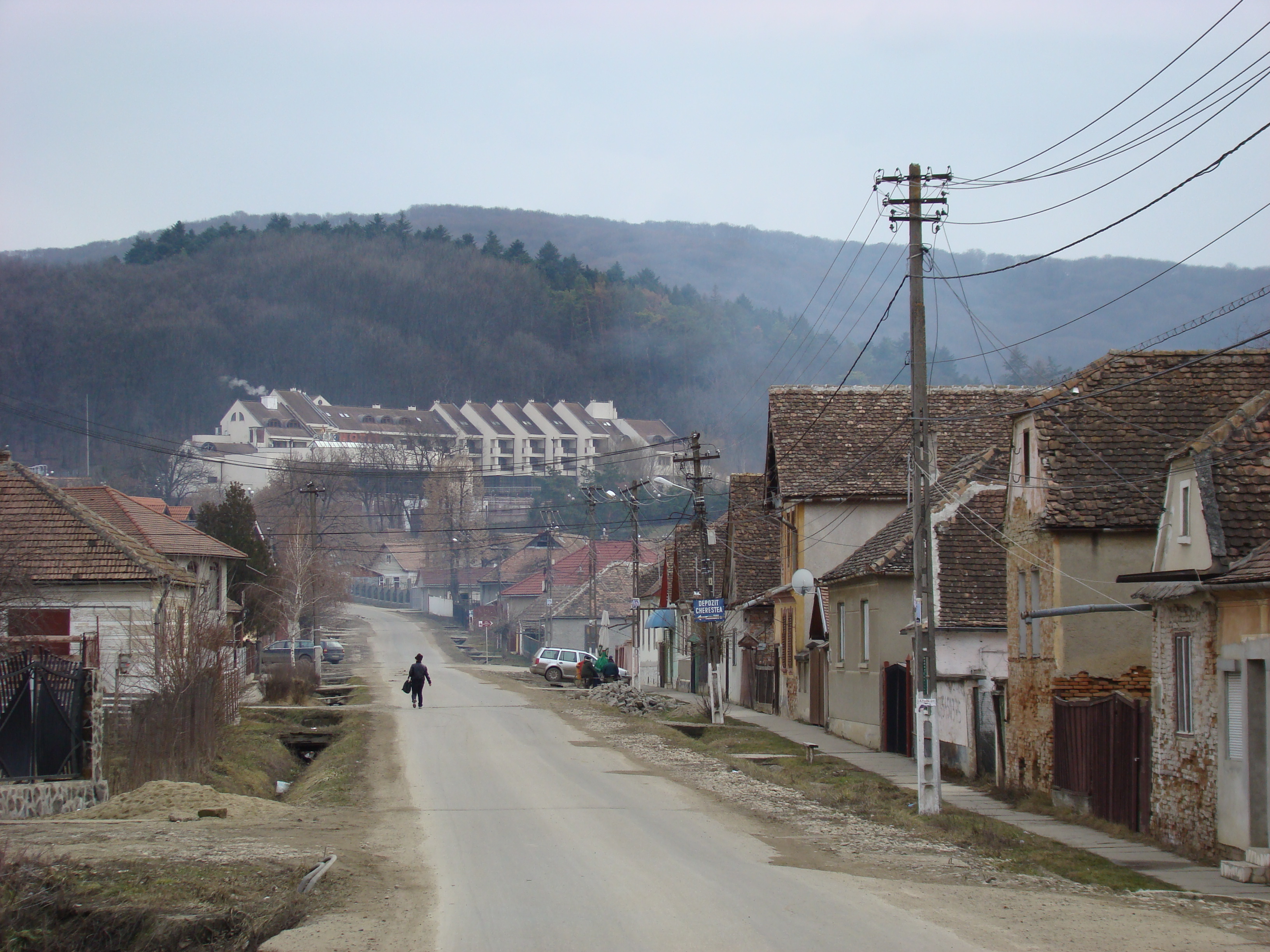
Drumul spre Complexul „Expro"
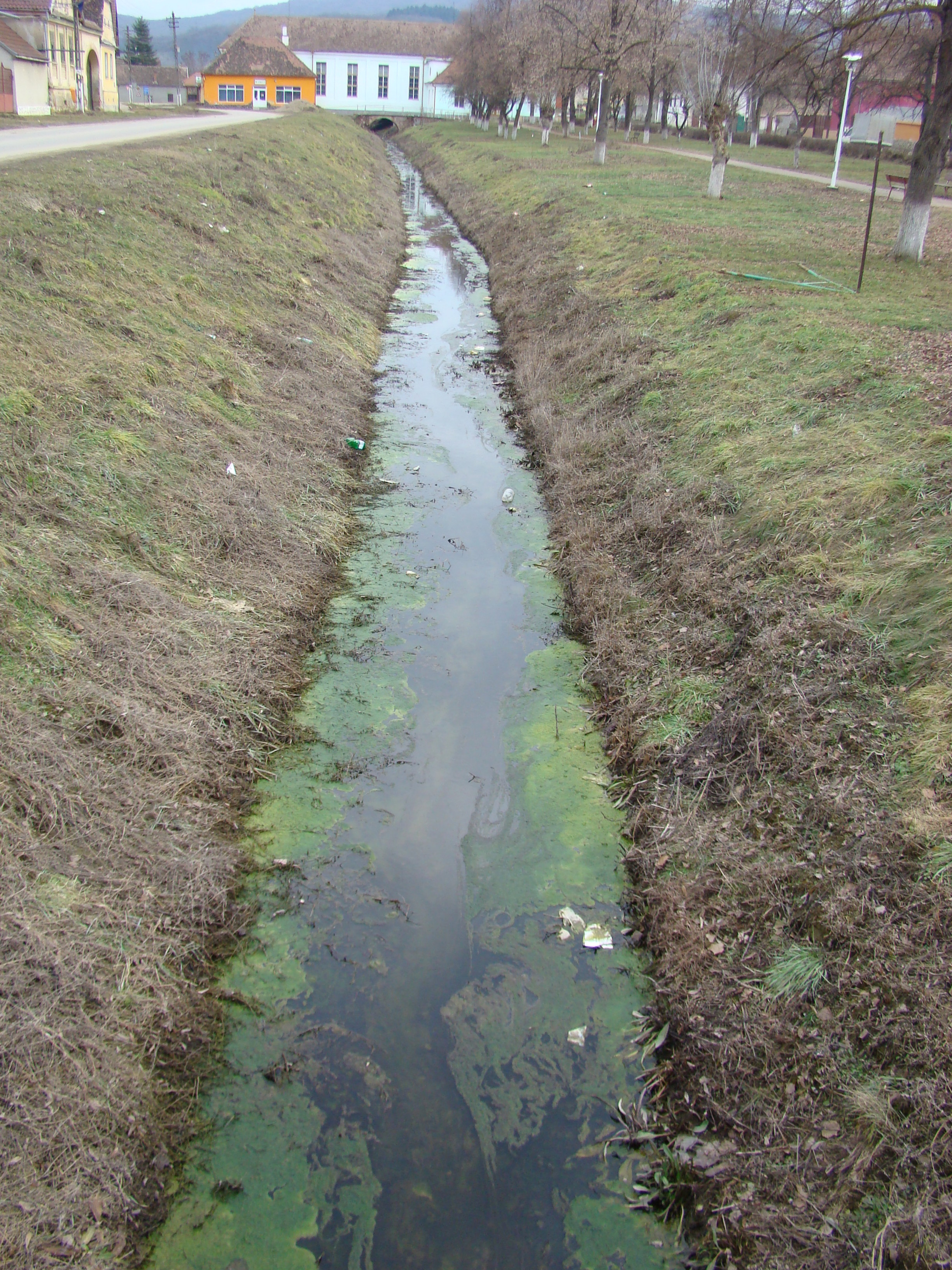
Râul Bazna
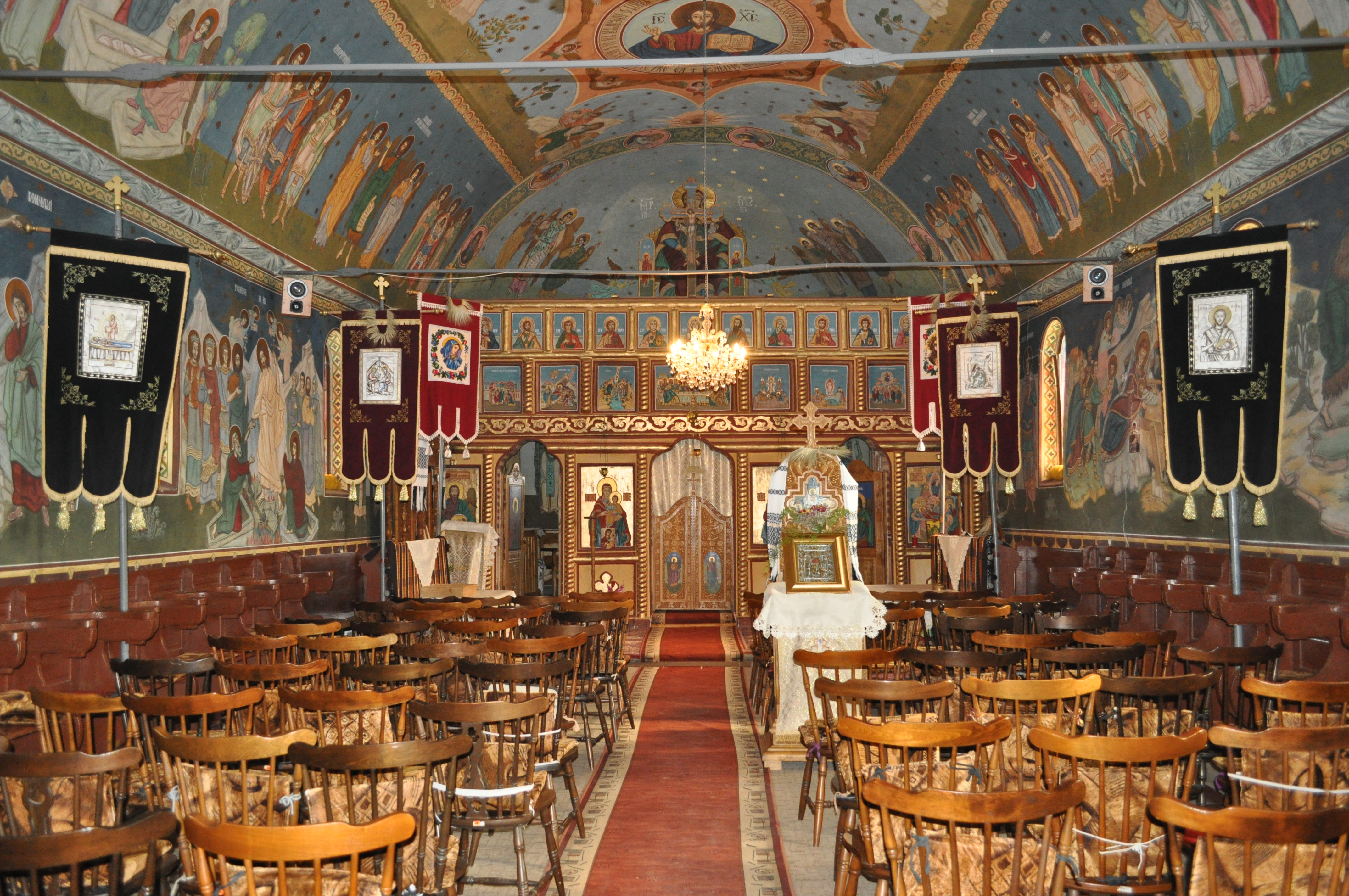
Biserica ortodoxă
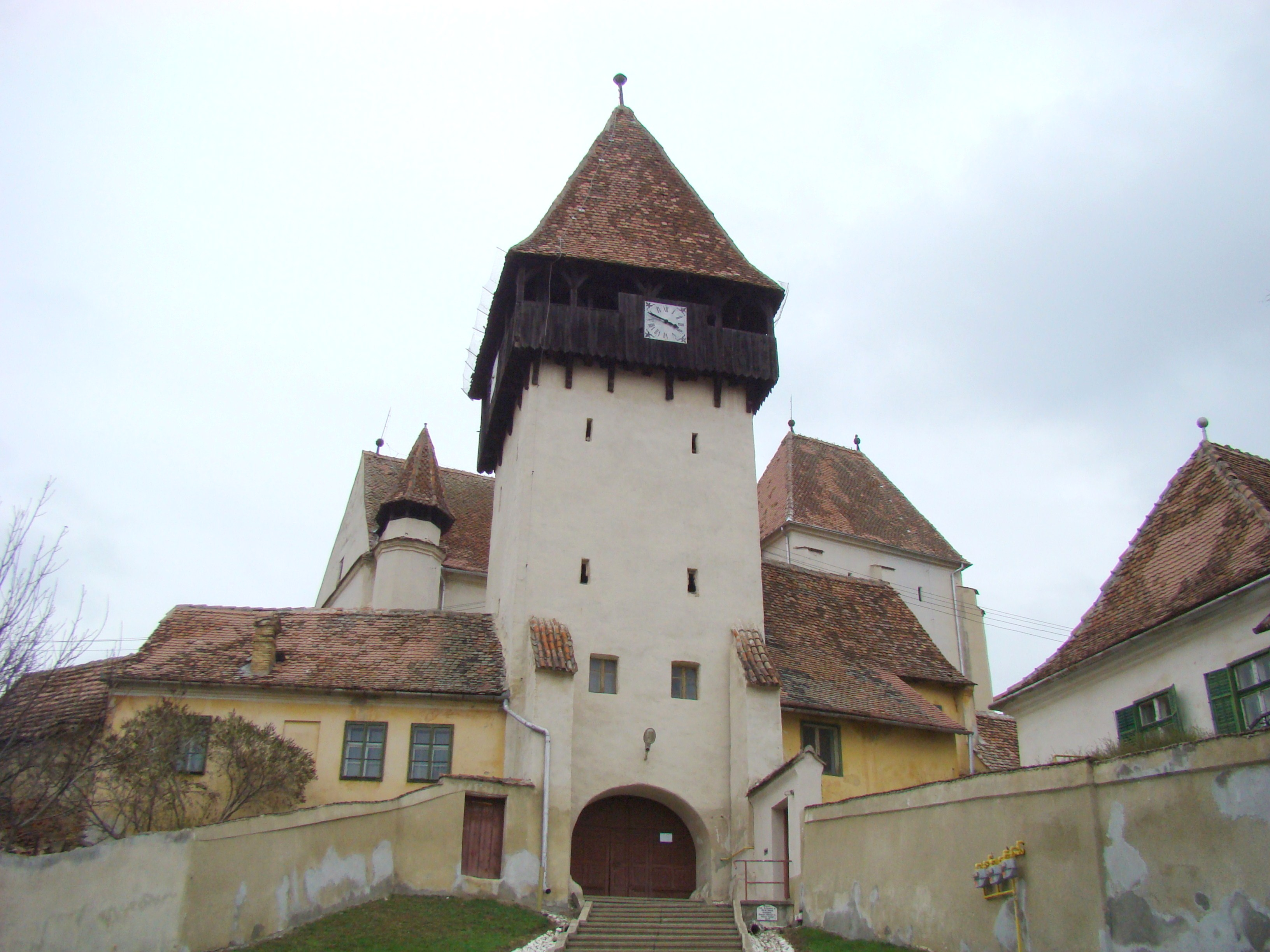
Biserica evanghelică fortificată
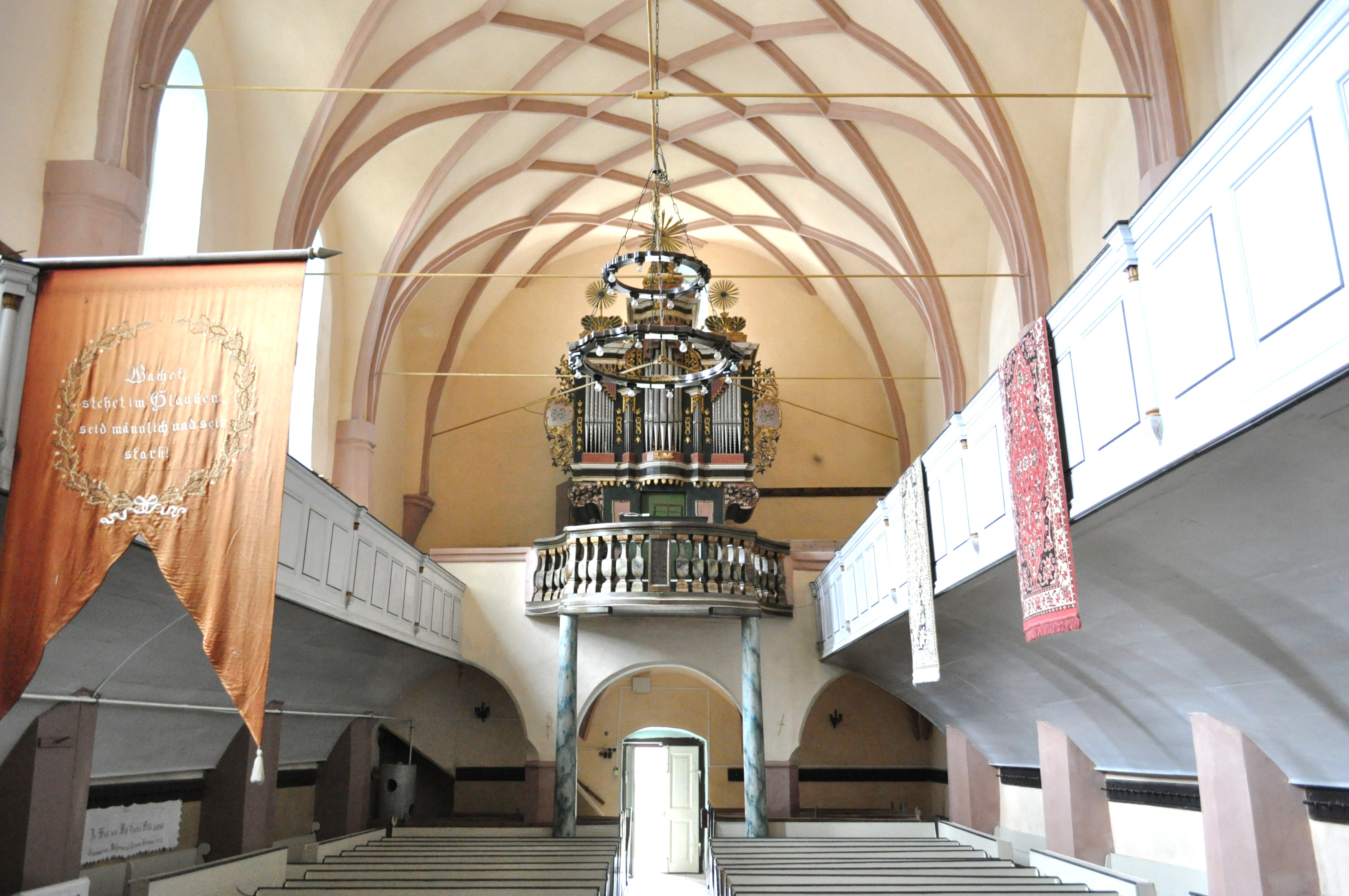
Nava spre ieşire
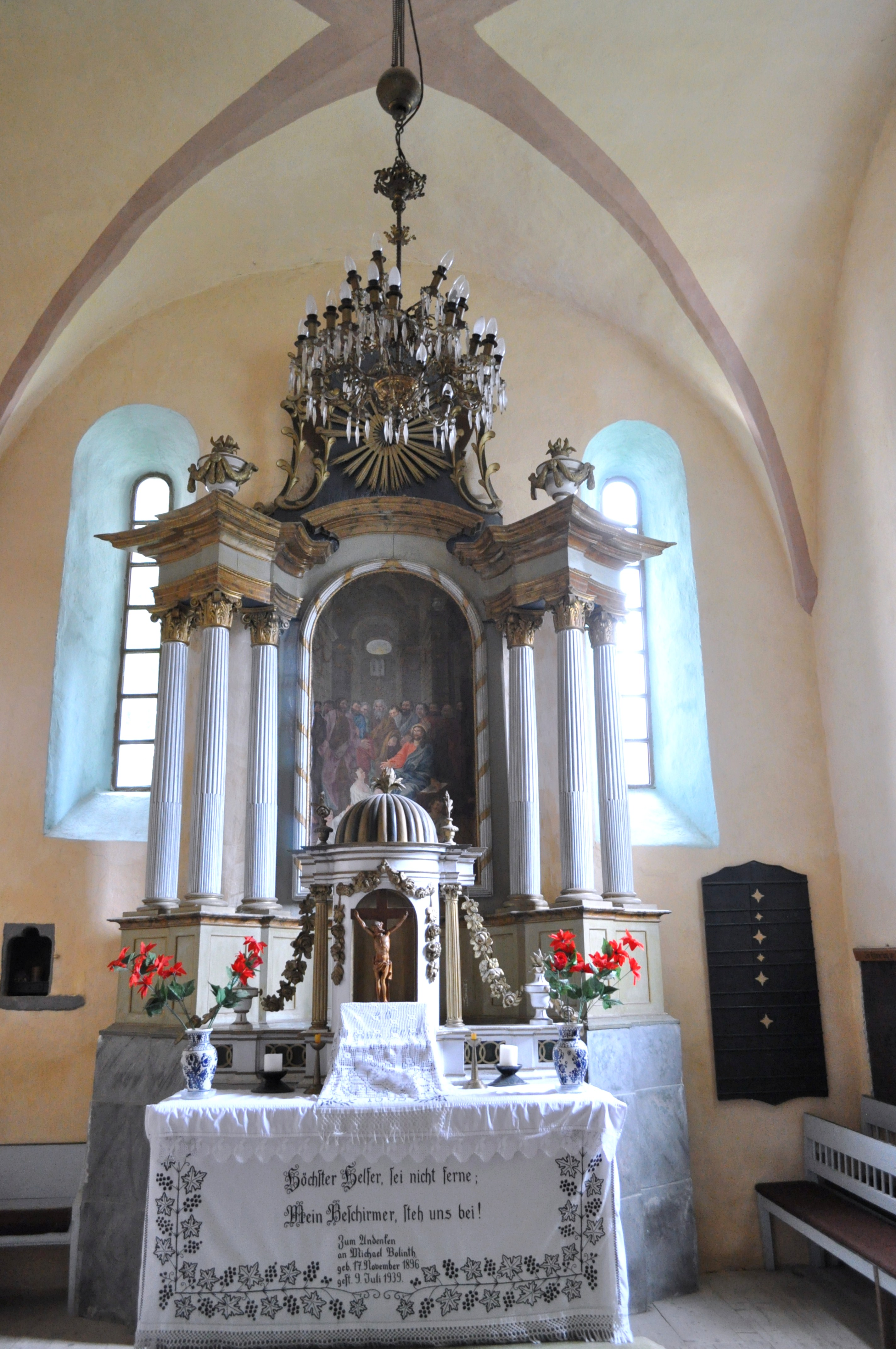
Altarul
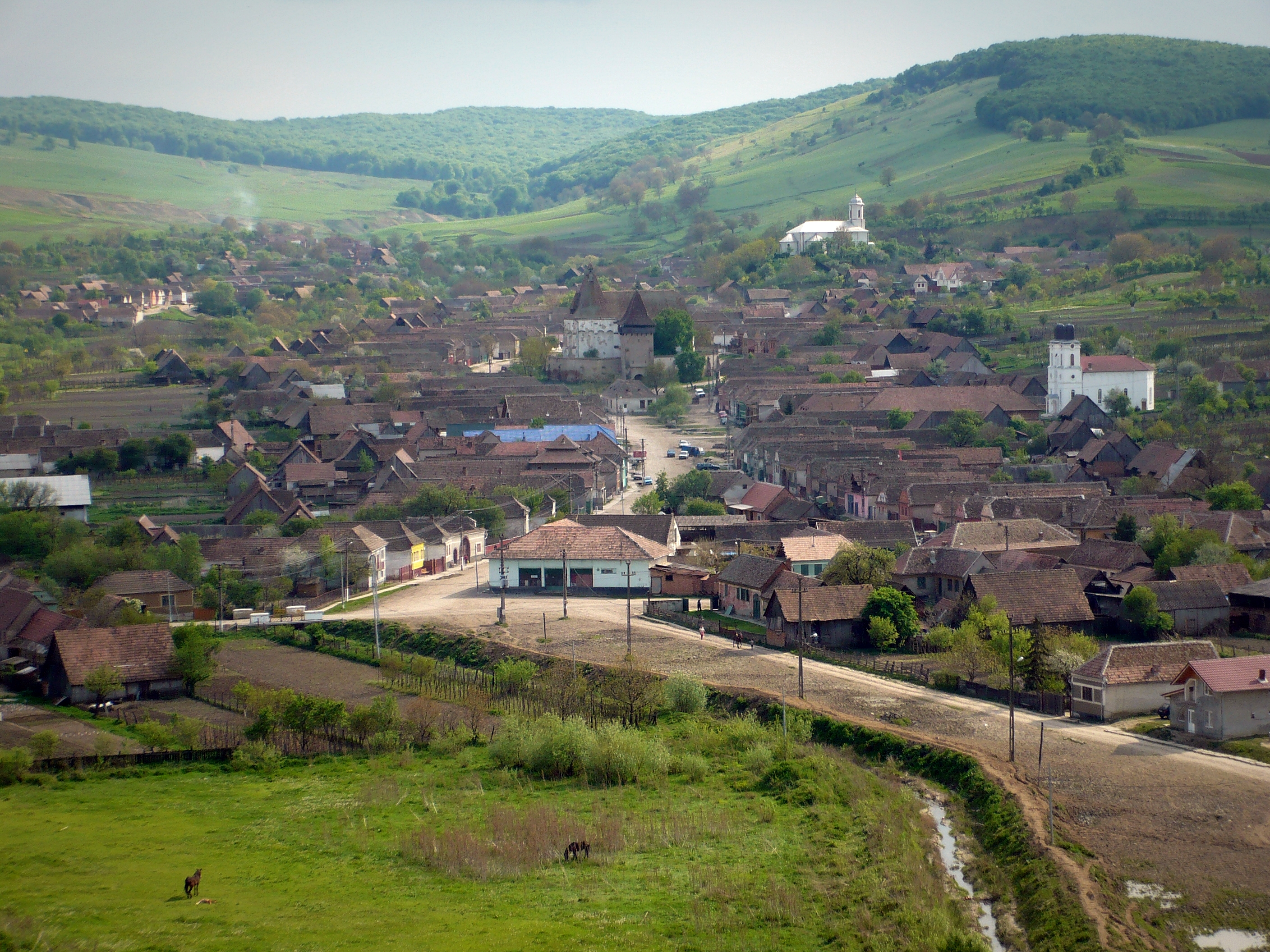
Boian
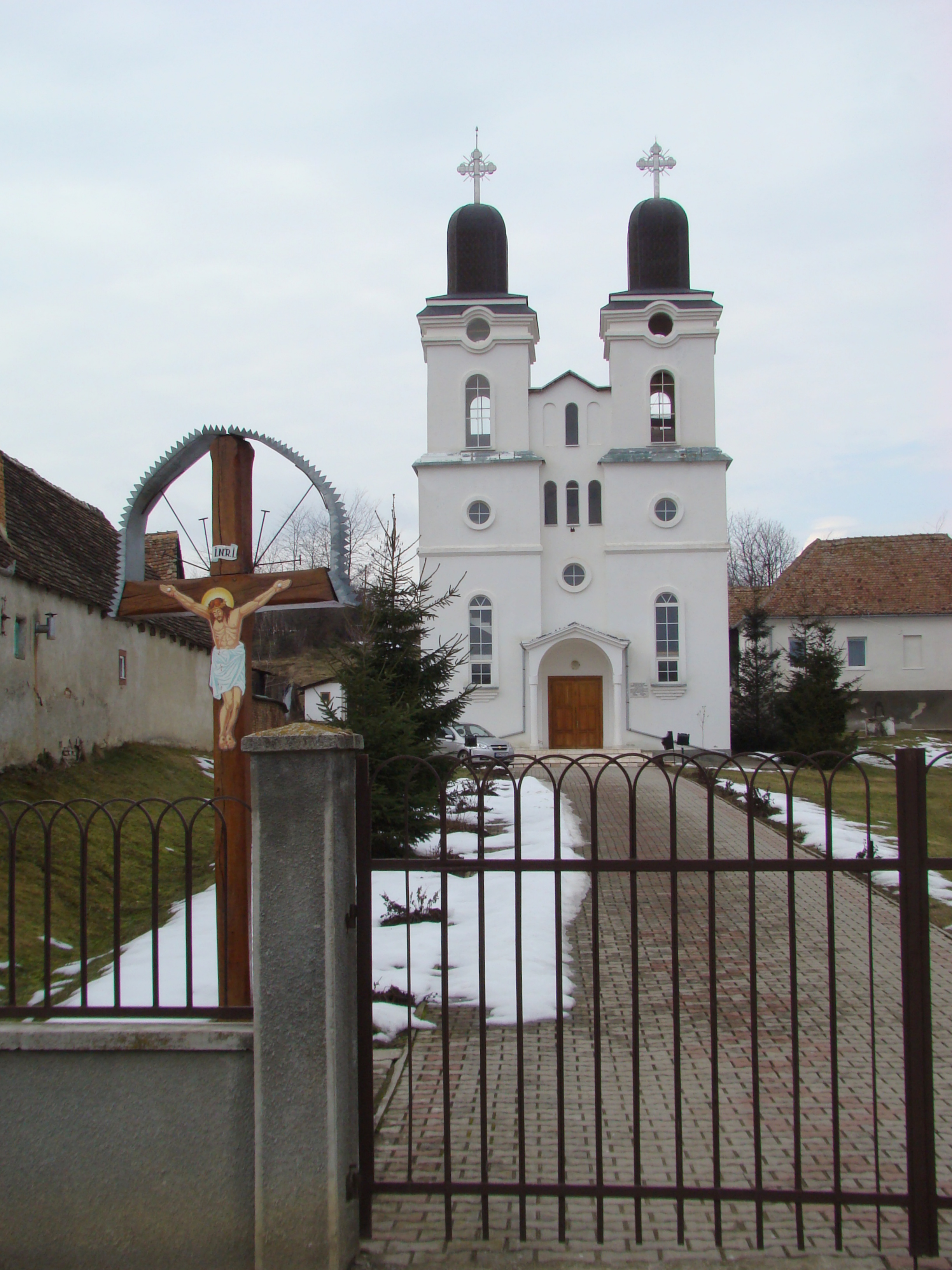
Biserica greco-catolică
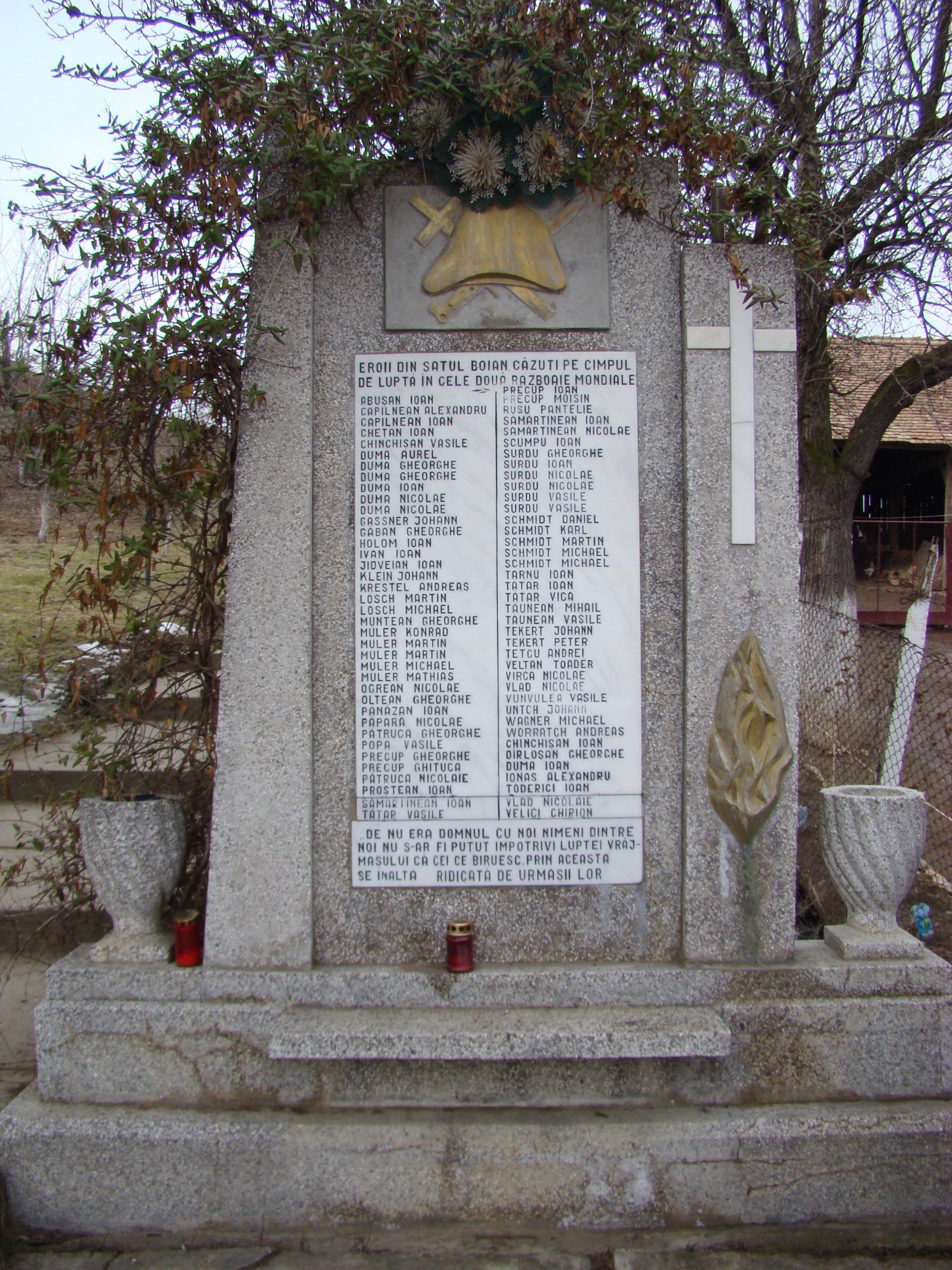
Monumentul eroilor
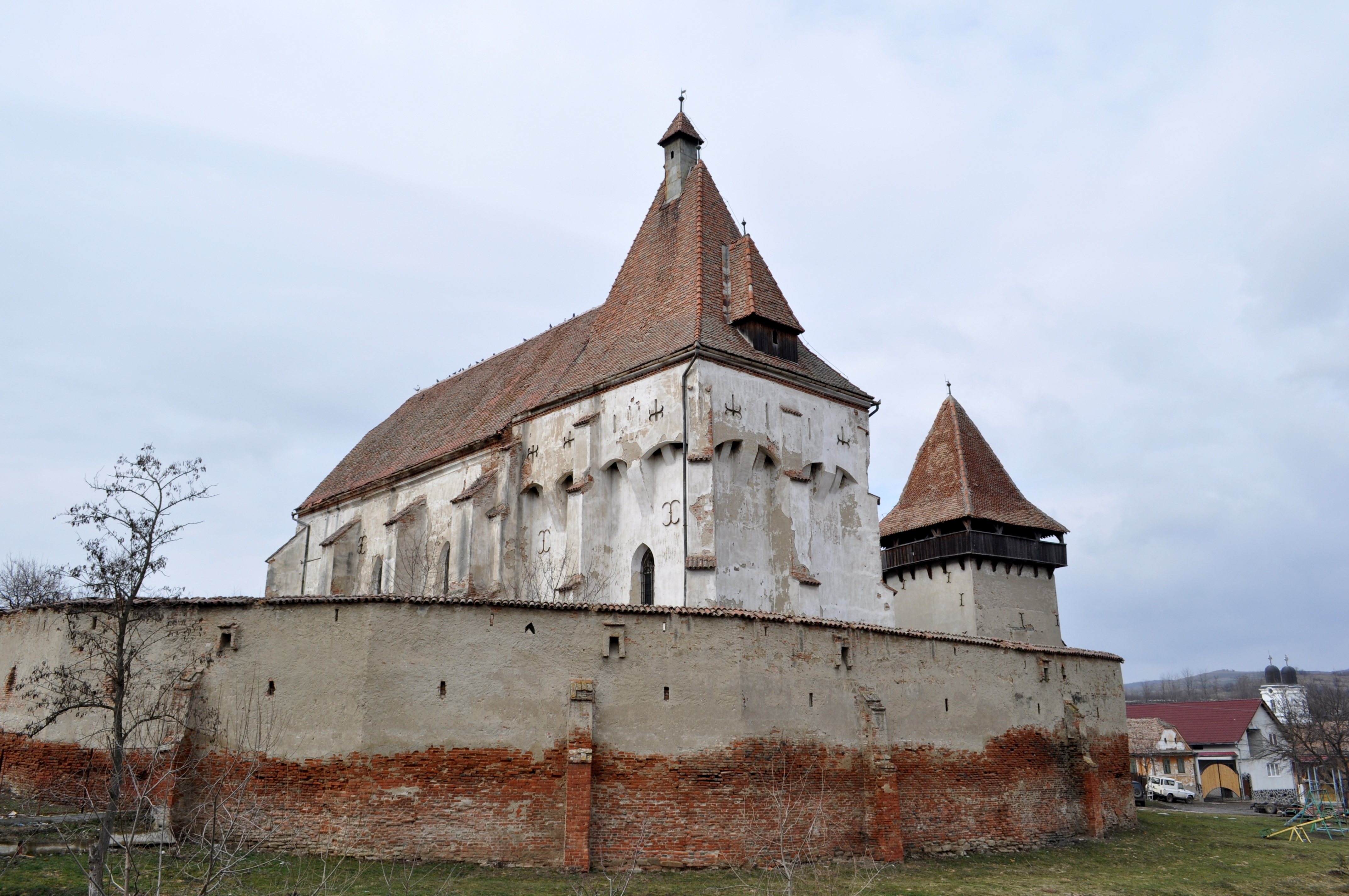
Biserica evanghelică fortificată
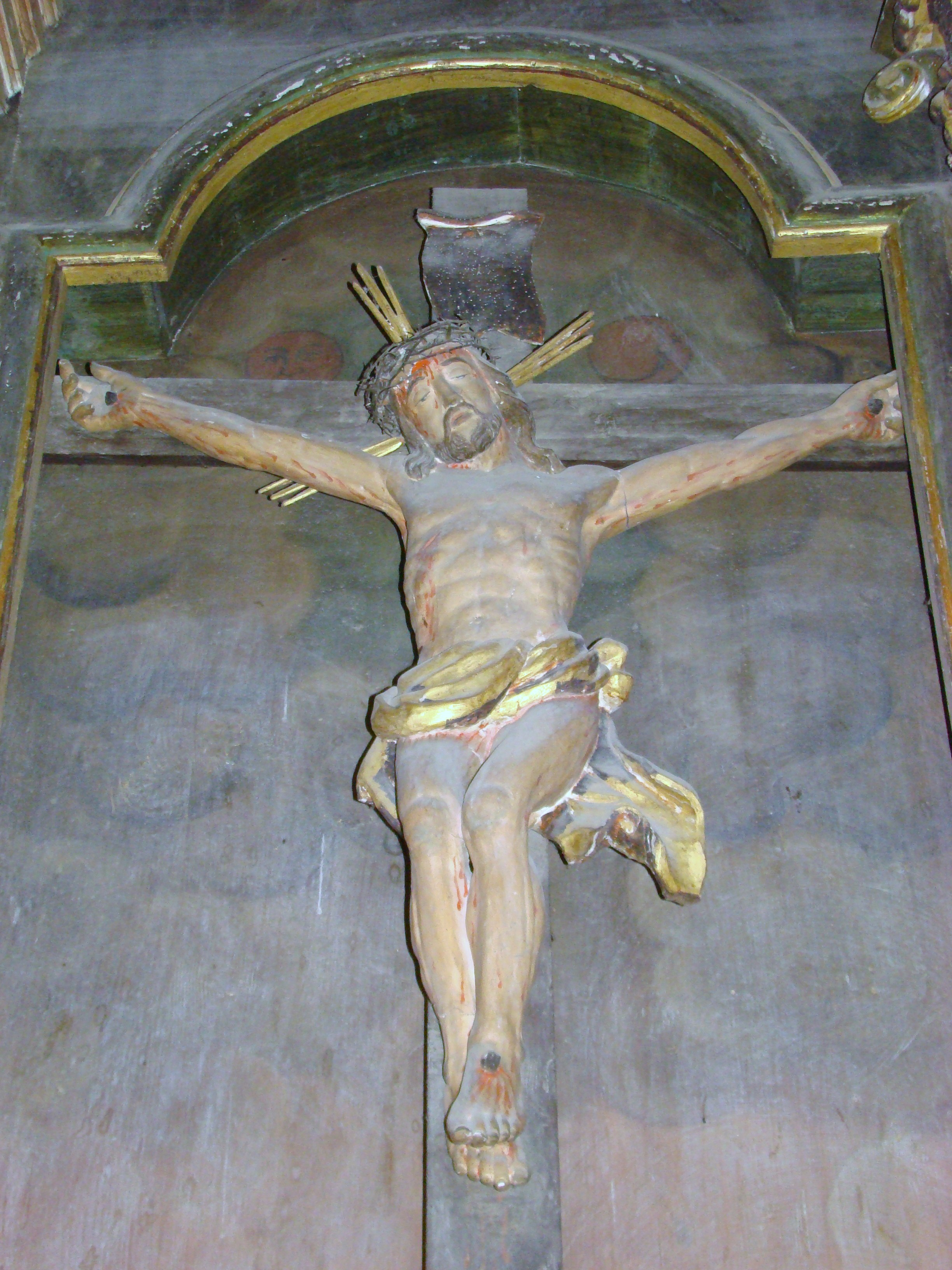
Altarul
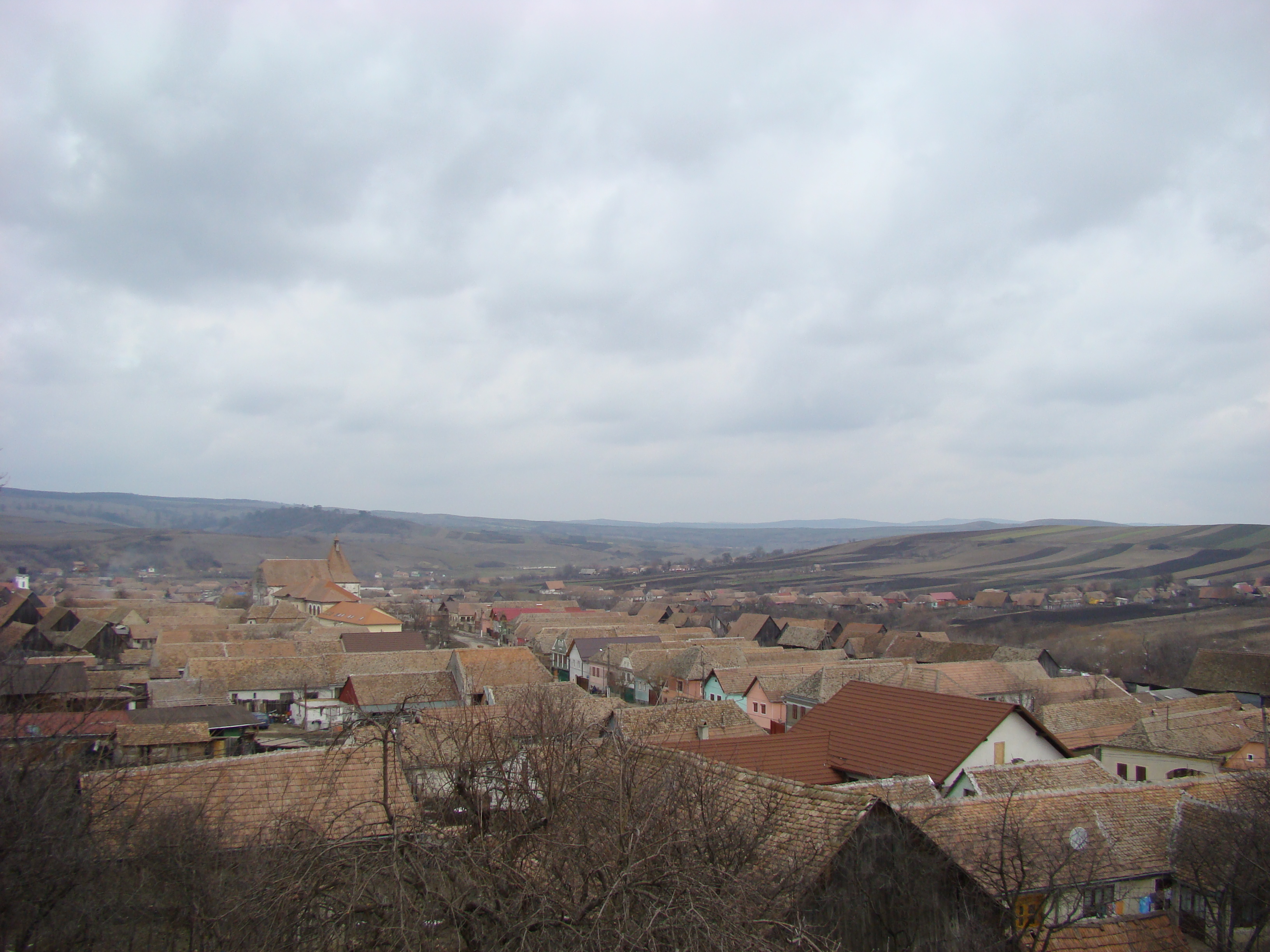
Boian
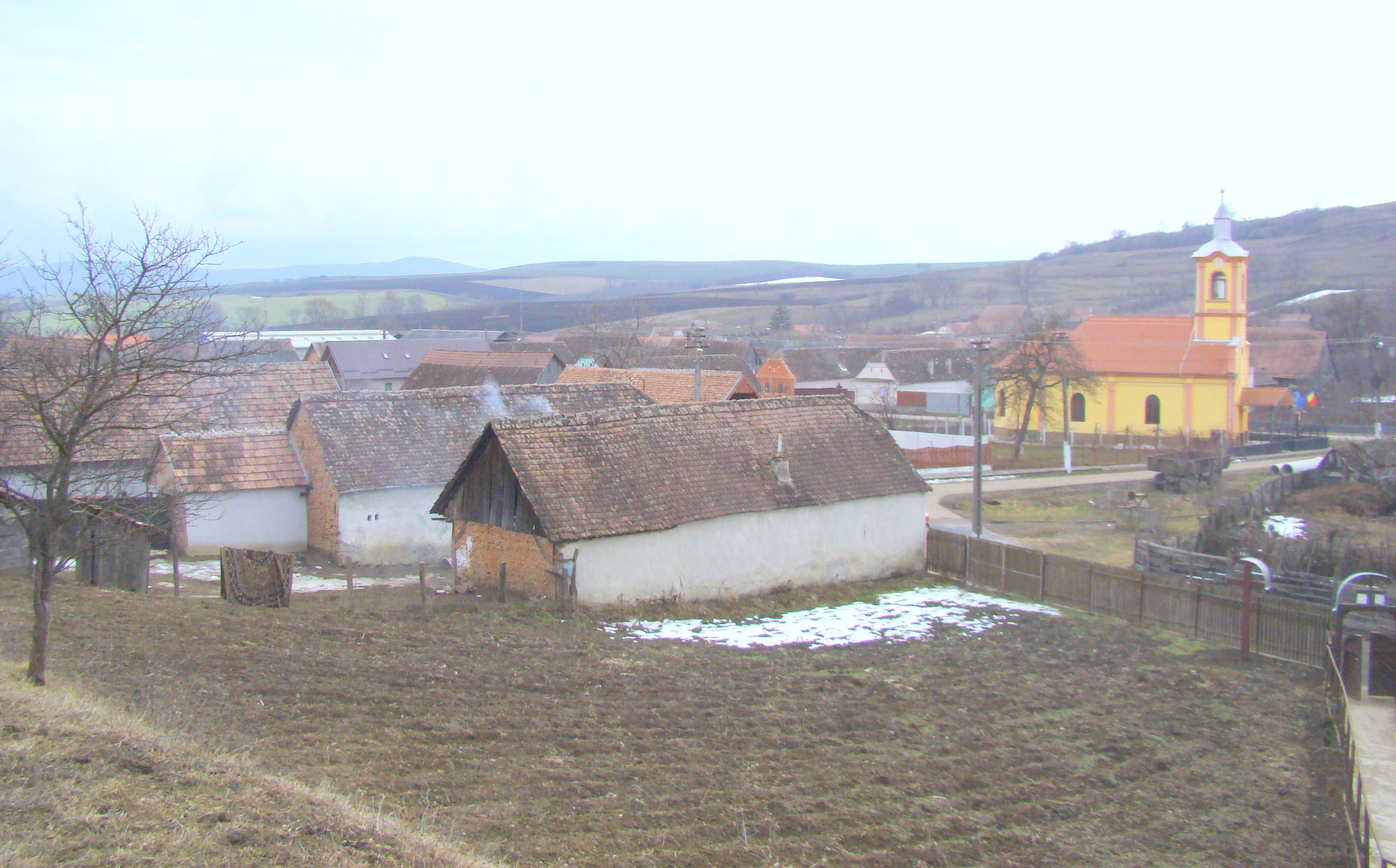
Velț
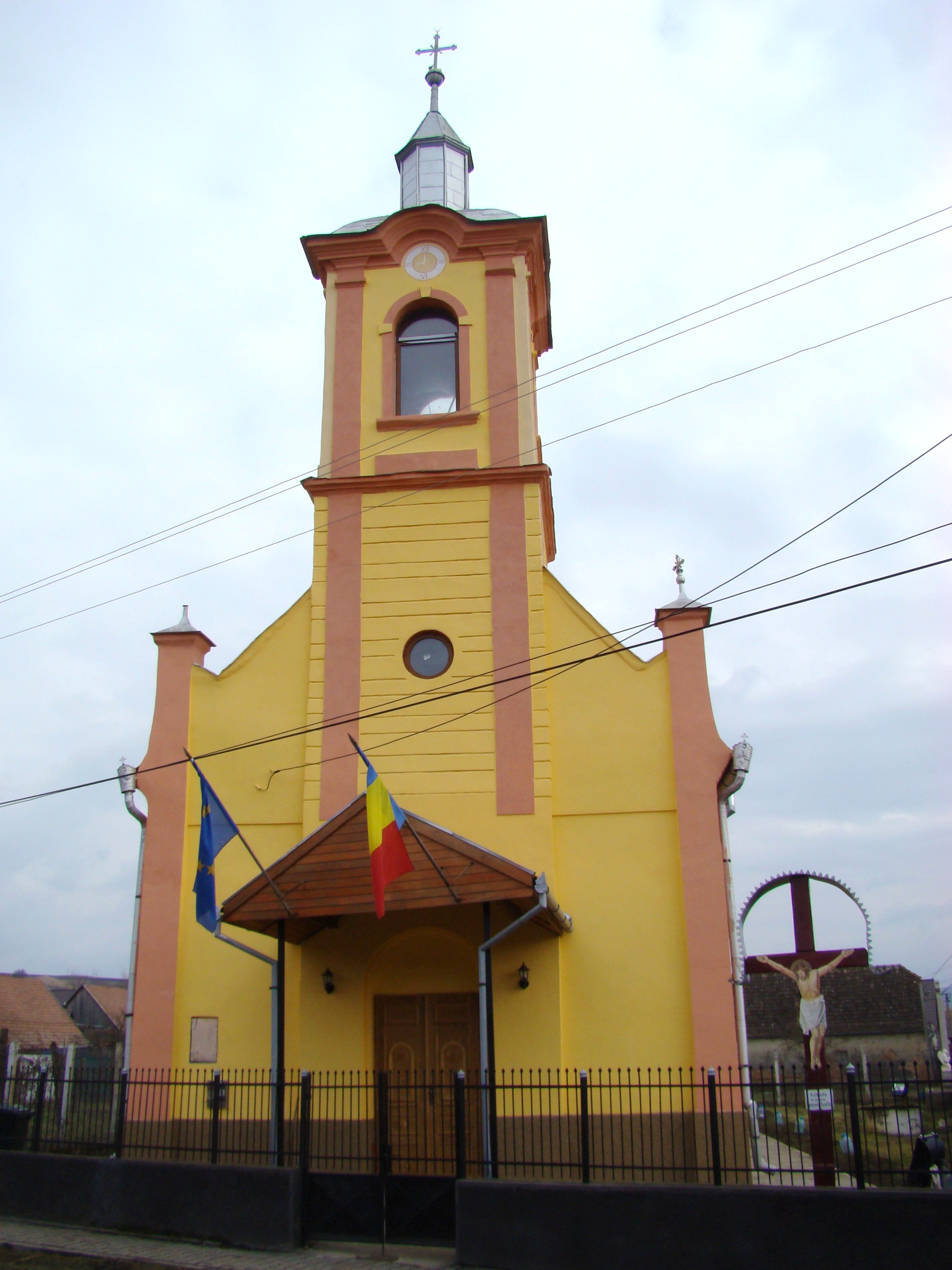
Biserica ortodoxă cu hramul „Buna Vestire” (1903)
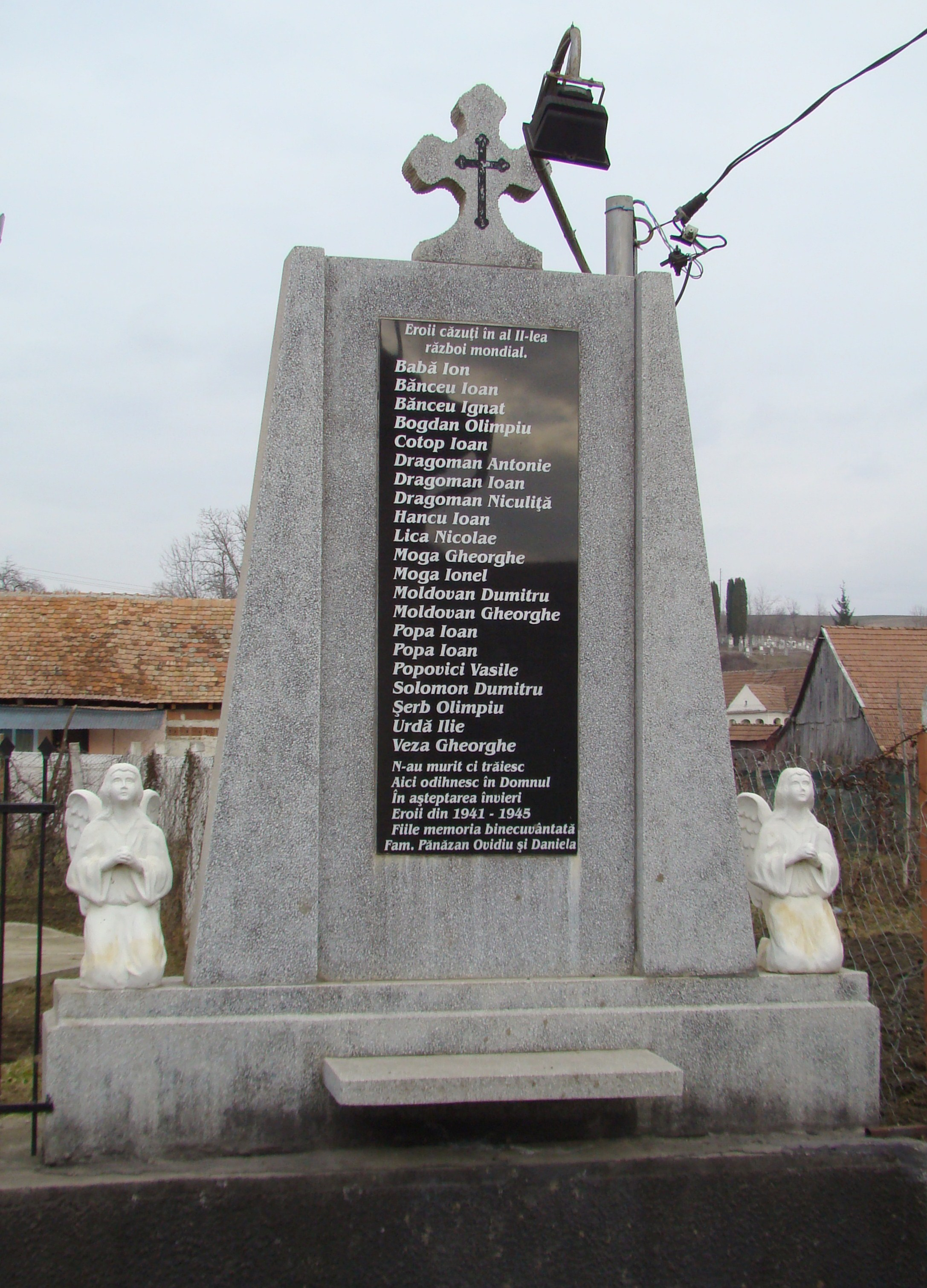
Monumentul eroilor
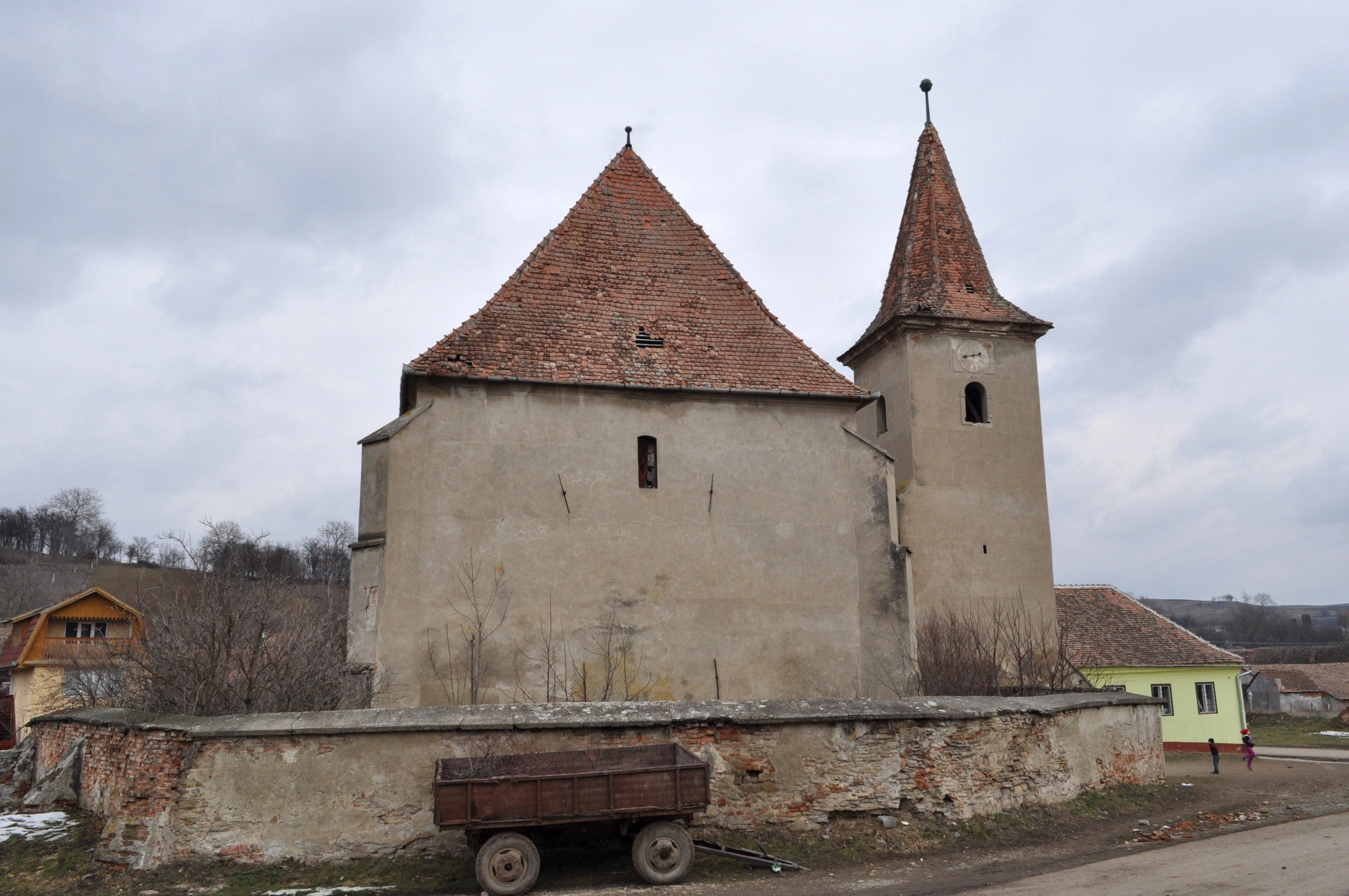
Biserica luterană (stil gotic, prima etapă de construcție 1350-1375)